# اودینتسوفکا
اودینتسوفکا (به لاتین: Odintsovka) یک منطقهٔ مسکونی در روسیه است که در سرزمین آلتای واقع شده‌است.